# Педицеллярии

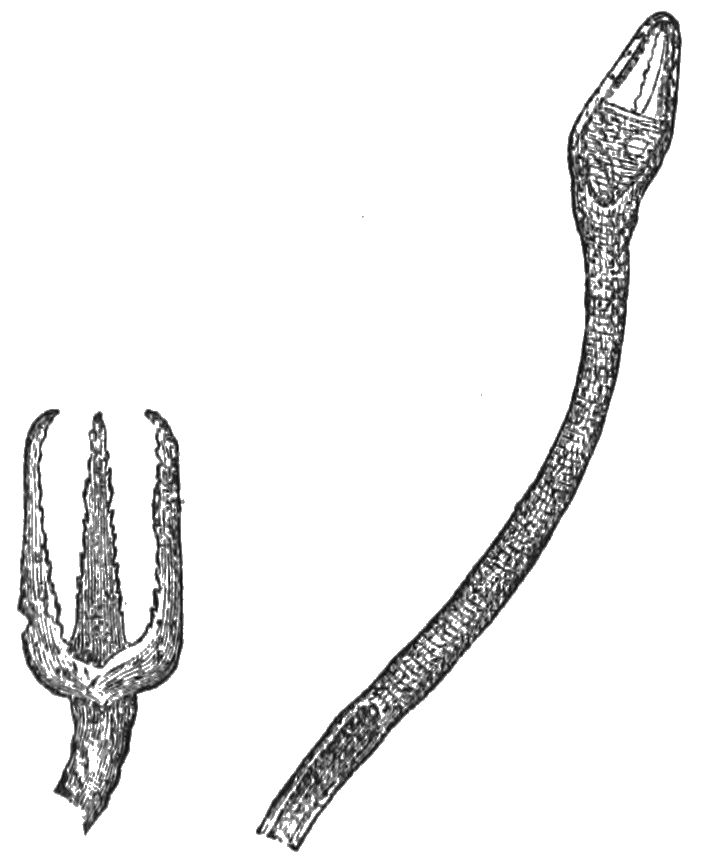

Педицелля́рии (от лат. pediculus — стебелёк, ножка) — видоизменённые в форме щипчиков скелетные образования морских ежей и морских звёзд. Сидят на гибких «стебельках» или непосредственно на поверхности тела. Построены по принципу клешней, состоящих из 2, 3 и более створок. Выполняют функцию защиты от врагов и очистки тела от чужеродных частиц, экскрементов и организмов-обрастателей. У некоторых морских ежей педицеллярии вооружены ядовитыми железами.